# Elektrische Bahn Novéant–Gorze
| Streckenlänge: | ~ 6 km               |                             |                      |
| Spurweite: | 1435 mm (Normalspur) |                             |                      |
| Stromsystem: | 750 =                |                             |                      |
| |                      |                             |                      |
| \| \| \| Bahnstrecke Lérouville–Metz \| von Metz \| \| \| 0 \| Novéant SNCF \| Novéant SNCF \| \| \| \| Bahnstrecke Lérouville–Metz \| nach Lérouville \| \| \| \| Route de Gorze \| \| \| \| \| Route d’Arnaville \| \| \| \| ~1,5 \| Chemin de Bayonville \| Chemin de Bayonville \| \| \| ~6 \| Gorze Pont Briot \| Gorze Pont Briot \| |                      |                             |                      |
| Strecke |                      | Bahnstrecke Lérouville–Metz | von Metz             |
| Bahnhof | 0                    | Novéant SNCF                | Novéant SNCF         |
| Abzweig ehemals geradeaus und nach links |                      | Bahnstrecke Lérouville–Metz | nach Lérouville      |
| Haltepunkt / Haltestelle (Strecke außer Betrieb) |                      | Route de Gorze              | Route de Gorze       |
| Haltepunkt / Haltestelle (Strecke außer Betrieb) |                      | Route d’Arnaville           | Route d’Arnaville    |
| Haltepunkt / Haltestelle (Strecke außer Betrieb) | ~1,5                 | Chemin de Bayonville        | Chemin de Bayonville |
| Kopfbahnhof Streckenende (Strecke außer Betrieb) | ~6                   | Gorze Pont Briot            | Gorze Pont Briot     |

Die elektrische Bahn Novéant–Gorze verband zwischen 1912 und 1933 Novéant mit Gorze, beides Gemeinden mit jeweils etwa 2000 Einwohnern, im Arrondissement Metz im Département Moselle in der ehemaligen Region Lothringen miteinander.

## Entstehung der Bahn
Als nach dem Deutsch-Französischen Krieg von 1870/71 ein großer Teil Lothringens Bestandteil des Deutschen Reiches wurde, verlief die neue Staatsgrenze zwischen Metz und Nancy südwestlich der Gemeinde Novéant. Ihr Bahnhof an der 1850 eröffneten Staatsbahnstrecke im Moseltal wurde nun Grenzbahnhof, in dem auch alle Schnellzüge hielten.
Um die rund sechs Kilometer von Novéant gelegene Kleinstadt Gorze an das Schienennetz anzubinden und um das Grenzland aus strategischen Gründen besser zu erschließen, plante man Ende des 19. Jahrhunderts den Bau einer Eisenbahn von Novéant parallel zur Grenze in nordwestlicher Richtung über Gorze–Rezonville–Gravelotte–Vernéville nach Amanweiler. Doch es fand sich zunächst kein Unternehmen, das Bau und Betrieb übernehmen wollte.
Als dann im Raum Diedenhofen ein umfangreiches Kleinbahnnetz projektiert wurde, das die Eisenbahn-Bau- und Betriebsgesellschaft Vering & Waechter GmbH & Co. KG in Berlin übernehmen wollte, erklärte sich diese bereit, auch den Wunsch des Staates nach einer Bahnverbindung im Grenzland bei Novéant zu erfüllen. Sie gründete zusammen mit der Eisenbahnbau-Gesellschaft Becker & Co. GmbH die Lothringische Eisenbahn-AG (LEAG) in Diedenhofen, die 1911 die Konzession für eine Bahnstrecke Novéant–Gorze erhielt.
Weil sich in Novéant viele Bewohner gegen den Bau einer Dampfeisenbahn durch den Ort aussprachen, wählte man als Kompromiss eine elektrische Straßenbahn; der Güterverkehr, der mit elektrischen Lokomotiven durchgeführt werden sollte, bekam einen gesonderten Anschluss an die Staatsbahn außerhalb des Ortskerns. Die Strecke außerhalb von Novéant lag auf eigenem Bahnkörper; die Endstation in Gorze befand sich am Stadtrand.
Auf staatlichen Druck hin musste der Betrieb auf der sechs Kilometer langen normalspurigen Strecke am 28. Dezember 1912 eröffnet werden, obwohl die Fahrzeuge für den Personenverkehr noch nicht verfügbar waren; als Ersatz verkehrte zunächst eine E-Lok mit Personenwagen. Später bestand der Fahrzeugpark aus zwei Straßenbahntriebwagen mit zwei Beiwagen, einer E-Lok und drei Güterwagen. Die Stromversorgung bestand aus Gleichstrom mit einer Spannung von  750 Volt. Der Fahrplan sah täglich 14 Zugpaare vor; vier Zwischenhaltepunkte wurden bedient, Ausweichen waren unterwegs nicht vorgesehen.

## Weitere Entwicklung und Ende
Als schon 1914 der Erste Weltkrieg begann, befand sich das Grenzland in unmittelbarer Nähe der Kampfzone. Daher kam es wiederholt zu Einschränkungen und zeitweiser Einstellung des Betriebes. Die Straßenbahnfahrzeuge wurden 1916 nach Saarlouis verbracht, wo sie endgültig verblieben; der geringfügige Verkehr wurde mit der E-Lok bedient.
Nach der Rückführung des Bezirks Lothringen unter französische Zuständigkeit stellte man die Bahngesellschaft LEAG, die nun unter der Firma „Liquidation de la Société Anonyme Lorraine des Chemins de Fer Electriques, Thionville“ auftrat, unter staatliche Zwangsverwaltung und übergab die Bahn nach langwierigen Verhandlungen 1924 dem Département Moselle. In dessen Auftrag übernahm die „Société générale des chemins de fer économiques“ (SE) (deutsch: Allgemeine Kleinbahn-Gesellschaft) in Paris die Betriebsführung.
Nach Beseitigung von Kriegsschäden verkehrte die Bahn ab Juli 1919 wieder, allerdings mit der E-Lok und einem umgebauten Packwagen; der Endpunkt in Novéant befand sich bis 1920 am Güterbahnhof. Als die Fahrgastzahlen wieder anstiegen, beschaffte man 1926 einen Verbrennungstriebwagen mit Beiwagen; die Zahl der Fahrten blieb auf täglich fünf Verbindungen begrenzt.
In den folgenden Jahren wanderten die Fahrgäste mehr und mehr zu neu eingerichteten Omnibuslinien ab, so dass der Rat des Départements beschloss, die Bahn „probeweise“ am 1. Juli 1933 stillzulegen. Das war jedoch das Ende der Bahn. Die Bahnanlagen wurden 1935 abgebaut.